# كليف كار
كليف كار (بالإنجليزية: Cliff Carr)‏ (19 يونيو 1964 في المملكة المتحدة - ) هو لاعب كرة قدم بريطاني في مركز الدفاع. شارك مع منتخب إنجلترا تحت 21 سنة لكرة القدم. أما مع النوادي، فقد لعب مع ستوك سيتي وشروزبري تاون ونادي تشيسترفيلد ونادي فولهام ونادي مانسفيلد تاون ونادي تلفورد يونايتد.